# Condado de Story
O Condado de Story é um dos 99 condados do estado norte-americano de Iowa. A sede do condado é Nevada, e a sua maior cidade é Ames. O condado tem uma área de 1486 km² (dos quais 2 km² estão cobertos por água), uma população de 89 542 habitantes, e uma densidade populacional de 60 hab/km² (segundo o censo nacional de 2010). O condado foi fundado em 1846 e recebeu o seu nome em 1853, em homenagem a Joseph Story (1779-1845) que foi juiz do Supremo Tribunal dos Estados Unidos.